# Milan Vidmar
Milan Vidmar (Ljubljana, Àustria-Hongria, 22 de juny de 1885 - Ljubljana, Iugoslàvia, 9 d'octubre de 1962) va ser un enginyer electrònic, jugador i teòric dels escacs, filòsof i escriptor eslovè. Va ser especialista en transformadors d'energia i transmissió de corrent elèctric.

## Enginyer i professor universitari
Va començar a estudiar enginyeria industrial el 1902 i es va graduar el 1907 a la Universitat de Viena. Va aconseguir el seu doctorat el 1911 de la Facultat Tècnica a Viena. La carrera d'enginyeria elèctrica a la facultat no es va inaugurar sinó fins a 1904, pel que Vidmar va haver de prendre lliçons i exàmens especials sobre els aspectes bàsics de l'especialitat.
Va ser professor a la Universitat de Ljubljana, membre de l'Acadèmia Eslovena d'Arts i Ciències (SAZU), i fundador de la Facultat d'Enginyeria Elèctrica. Entre 1928 i 1929 va ser el desè rector de la Universitat de Ljubljana. El 1948 va fundar l'institut d'electrotècnica que ara porta el seu nom.
En matèria d'enginyeria, alguns dels seus escrits són: Transformatorji ("Transformadors"); Problemi prenosa elektrine energije ("Problemes de transmissió d'energia elèctrica"); Pogovori o elektrotehniki ("Lliçons d'electrotècnica"); Med Evropo in Ameriko (Entre Europa i Amèrica); Moj pogled na svet ("La meva visió del món").

## Jugador, àrbitre, i escriptor d'escacs
Vidmar va ser també un destacat Gran Mestre d'escacs, probablement un dels dotze millors jugadors del món en la seva època, malgrat que sempre va practicar el joc com a simple amateur.
Els seus èxits inclouen elevades posicions en alguns dels torneigs d'escacs més importants del seu temps; va ser per exemple 6è al fort Torneig de Carlsbad de 1907 (el campió fou Akiba Rubinstein); va obtenir el tercer lloc a Praga 1908; va guanyar el VII Campionat Nòrdic celebrat a Göteborg 1909, fou segon a Donosti 1911 (amb Akiba Rubinstein, darrere de José Raúl Capablanca); el mateix 1911, fou 7è al fortíssim torneig de Carlsbad de 1911 (el campió fou Richard Teichmann) va ser primer a Budapest 1912; primer a Viena (9è Memorial Trebitsch) i Berlín el 1918, segon a Kosice 1928; tercer a Londres 1922 (darrere de Capablanca i Alexander Alekhin); primer a Hastings 1925 (amb Alekhin); tercer a Semmering 1926; quart al Torneig d'escacs de Nova York 1927; quart a Londres 1927; 5è al fort torneig de Carlsbad de 1929 (el campió fou Aron Nimzowitsch); setè-vuitè al Torneig d'escacs de San Remo 1930, i cinquè al torneig de Bled de 1931, (el campió fou un estel·lar Aleksandr Alekhin). Fou Campió de Iugoslàvia a Zagreb, el 1939, i posteriorment, cinquè a Bled 1939 i Basilea 1952.
El 1950 fou un dels 27 primers jugadors guardonats al món amb el títol de Gran Mestre Internacional de la FIDE. Actualment la Federació Eslovena d'Escacs organitza un torneig internacional de Grans Mestres anomenat, en honor seu, Memorial Milan Vidmar.
Vidmar també va exercir com a àrbitre, i va ser l'àrbitre principal en el Campionat del Món de L'Haia-Moscou 1948.
Va escriure diversos llibres sobre escacs, incloent Pol stoletja ob sahovnici ("Mig segle al tauler") (Ljubljana 1951); Šah ("Escacs"); Razgovori o sahu z zaetnikom ("Converses sobre escacs amb un principiant"); i en alemany, Goldene Schachzeiten ("Els temps daurats dels escacs").

### Rànquing mundial
El seu millor rànquing Elo s'ha estimat en 2731 punts, l'abril de 1919, moment en què tenia 33 anys, cosa que el situaria en 5è lloc mundial en aquella data. Segons chessmetrics, va ser el 4t millor jugador mundial en 21 diferents mesos, entre el juliol de 1917 i el gener de 1923.